# Phillis Wheatley
Phillis Wheatley (West-Afrika, Senegambia , ca. 1753 - Boston, 5 december 1784) was een Amerikaanse slavin en de eerste zwarte auteur van de Verenigde Staten van wie werk werd gepubliceerd. Haar in 1773 te Londen verschenen poëziebundel Poems on Various Subjects, Religious and Moral bleef gedurende ruim een halve eeuw de enige literaire publicatie van een zwarte Amerikaan en wordt beschouwd als het beginpunt van de Afrikaans-Amerikaanse literatuur. Een selectie van haar gedichten ontbreekt in geen bloemlezing van vroege Amerikaanse literatuur. Behalve de eerste zwarte dichter is Wheatley eveneens de eerste internationale beroemdheid van Afrikaanse afkomst ooit.
Phillis Wheatley kwam in 1761 als zevenjarige aan in Boston op het slavenschip Phillis, waarnaar zij vernoemd werd door de familie Wheatley, die haar kocht. De Wheatleys leerden haar lezen en schrijven, en al snel ontlook haar dichterlijke talent. Vanaf 1767 werden haar eerste gedichten gepubliceerd, waarmee ze rond 1770 bekend werd. In 1773 verscheen haar eerste en enige poëziebundel. Na een bezoek aan Engeland werd ze door de Wheatleys uit slavernij vrijgesteld, al bleef ze wel in het huishouden werken. Het lukte haar in 1783 niet een tweede bundel te laten verschijnen en in 1784 stierf ze arm.
Wheatleys poëzie is conventioneel en weerspiegelt de idealen van haar tijd. Ruim een derde valt in het genre van de elegie. Met name de invloed van John Milton en Alexander Pope is merkbaar. De eenentwintigste eeuw laat een toenemende belangstelling voor Wheatley en haar werk zien en er verschenen meerdere biografieën.

## Levensloop

### Aankomst per slavenschipPhillis(1761)
Op 11 juli 1761 arriveerde de schoener Phillis te Boston met een lading slaven die uit onder meer Senegambia, het huidige Senegal en Gambia en Sierra Leone afkomstig waren. Boston lag niet in een regio waar de economie op slavernij dreef; slechts zo'n drie procent van de inwoners had een of meerdere slaven. Kapitein Peter Gwinn had opdracht zo min mogelijk vrouwelijke slaven in te schepen: het gemiddelde was 6% en dat betrof meestal volwassenen. Van de 96 slaven bereikten er 75 levend Amerika, een sterftecijfer van bijna een kwart, ongeveer twee keer zoveel als het gemiddelde sterftepercentage van slaven tijdens de overtocht.
Aan boord was een slank en teergebouwd meisje dat, aangezien ze haar voortanden wisselde, een jaar of zeven moest zijn. Zij moet aan boord genomen zijn omdat het aanbod aan volwassen slaven teleurstelde en Gwinn moeite had zijn schip vol te krijgen. In juli en augustus verschenen advertenties in de Boston Evening Post en de Boston Gazette and Country Journal die de aandacht trokken van Susannah Wheatley (1709-1774), de echtgenote van de welvarende kleermaker en koopman John Wheatley (1703-1778). Zij ging naar de schoener om een jong meisje te kopen dat zijzelf kon opvoeden tot een trouwe bediende voor haar oude dag. De nederige en bescheiden houding van het meisje trok Susannah aan. Volgens Wheatleys biograaf William Robinson, die de toenmalige bevolking van Boston op vijftienduizend schatte, onder wie zo'n duizend zwarten (van wie achttien vrij, niet-slaaf), moet het meisje minder dan tien pond gekost hebben, omdat de kapitein van de Phillis bang was dat het tengere kind niet lang zou leven. Susannah noemde het kind Phillis, naar de schoener. Omdat het voor de hand zou liggen een wat robuuster gebouwde slavin uit te kiezen, vermoedt biograaf Vincent Carretta dat Susannah emotionele redenen had om Phillis te kopen: ze was net zo oud als het dochtertje dat de Wheatleys negen jaar eerder verloren. Dit motief verklaart waarom Phillis volgens alle bronnen als een tot het gezin behorend kind werd behandeld. Susannah droeg er zorg voor dat Phillis net zo'n christelijke vorming ontving als haar eigen kinderen. De Wheatleys waren devote christenen voor wie Phillis in de eerste plaats een ziel die verlossing behoefde was.

### Scholing en eerste gedichten (1761-1770)
John en Susannah Wheatley hadden een achttienjarige tweeling, Mary (1743-1778) en Nathaniel (1743-1783). Omdat Phillis tenger was, werd haar relatief licht werk opgedragen. Mary leerde haar Engels te spreken en te schrijven en spoedig werd haar aanleg om te leren opgemerkt. Vervolgens leerde Mary haar Latijn, literatuur, mythologie, christelijke theologie en geografie. In 1765, op ongeveer elfjarige leeftijd, schreef ze haar eerste gedicht. In 1770 werd Wheatley zowel in Amerika als in Engeland beroemd met een gedicht ter nagedachtenis aan de evangelist George Whitefield, dat in de kranten van New England, New York en Pennsylvania verscheen.

### Eerste poëziebundel van een zwarte auteur (1773)
Susannah was zo onder de indruk van haar talent dat ze een poëziebundel wilde laten publiceren. Hiertoe werden in een Bostonse krant advertenties geplaatst en een titellijst van achtentwintig gedichten. De bedoeling was om de bundel te laten drukken als er driehonderd inschrijvers waren gevonden, maar dit aantal werd niet gehaald. Onvoldoende inwoners van Boston konden geloven dat een slaaf uit Afrika over voldoende intelligentie en verbeelding kon beschikken om zelf gedichten te maken. Wheatley werd door achttien Bostonse notabelen een test afgenomen om te controleren of ze echt beschikte over de kennis van Latijn, mythologie en religie waarvan haar poëzie blijk gaf; aan het begin van de bundel is hun ondertekende verklaring opgenomen. Dit moet gezien worden tegen de achtergrond van de discussie of zwarten wel of niet tot het menselijke ras gerekend moesten worden.
Op 1 september 1773 verscheen deze 39 gedichten tellende bundel in Engeland, waarmee Wheatley de eerste Afrikaans-Amerikaanse dichter was van wie werk werd gepubliceerd. Gedurende meer dan een halve eeuw zou zij ook de enige blijven: pas in 1829 publiceerde de tweede zwarte dichter, George Moses Horten, zijn Hope of Liberty. De titelpagina toonde een kopergravure met het profiel van Wheatley, gemaakt door Scipio Moorhead, eveneens een slaaf uit Boston. Zijn eigenaars waren dominee John Moorhead en diens echtgenote Sarah, die kunst doceerde en de ontwikkeling van het talent van Scipio stimuleerde. De kopergravure van Phillis Wheatley is zijn enig bewaard gebleven werk.
Nathaniel en Wheatley verbleven in Londen, waar ze kennis maakte met enkele prominente Engelsen die haar wettelijke status als slaaf beklaagden en de Verenigde Staten opriepen om de slavernij te beëindigen.
Na hun terugkeer in Amerika schonk Susannah Wheatley de vrijheid, al bleef ze in het huishouden werken tot Susannahs overlijden in 1774. In de lokale pers bleven haar poëzie en brieven verschijnen, die zich concentreerden op het kwaad van de slavernij en het uitbreiden van de verwachtingen van de Amerikaanse Revolutie tot vrijheid voor iedereen. Dezelfde revolutie verhinderde de publicatie van Wheatleys tweede bundel. In 1776 schreef ze een gedicht ter ere van George Washington en werd door hemzelf uitgenodigd zijn hoofdkwartier in Cambridge te bezoeken, al is niet duidelijk of het daarvan gekomen is.

### Huwelijk en overlijden (1778-1784)
In 1778 trouwde ze met de vrije Afrikaan John Peters. Het leven was financieel moeilijk en bovendien leed Wheatley aan een zwakke gezondheid. Hun eerste twee kinderen overleden als zuigelingen. Ze schreef nog een bundel poëzie, maar vond daarvoor geen drukker. Deze gedichten zijn verloren gegaan. In 1781 publiceerde ze het gedicht 'Liberty and Peace' ('Vrijheid en vrede') waarin ze haar hoop voor de nieuwe Verenigde Staten uitdrukte. Waarschijnlijk verliet haar echtgenoot haar kort na de geboorte van hun derde kind. Ten slotte begaf haar gezondheid het en op 5 december 1784 stierf Phillis Wheatley, kort daarop in het graf gevolgd door haar zoontje. Beiden werden begraven in een ongemarkeerd graf te Boston.

## Werken
De thematiek van Wheatleys poëzie staat sterk in het teken van de ideeën van de rebellen die de Amerikaanse Onafhankelijkheidsoorlog voerden. Daarnaast zijn er christelijke thema's en zijn veel gedichten opgedragen aan beroemdheden. Meer dan een derde van haar bewaard gebleven oeuvre valt in het genre van de elegie, terwijl de rest beheerst wordt door religieuze, klassieke en abstracte thema's. Haar vers werd sterk beïnvloed door dichters als John Milton en Alexander Pope, poëten die haar diep raakten.
In haar werk ontbreekt de slavernij als thema en er is slechts één versregel over de bejegening van zwarten, namelijk de vijfde regel van 'On Being Brought from Africa to America':
"Twas mercy brought me from my pagan land,
Taught my benighted soul to understand
That there's a God, that there's a Savior too:
Once I redemption neither sought nor knew.
Some view our sable race with scornful eye,
"Their color is a diabolic dye."
Remember, Christians, Negroes, black as Cain,
May be refined, and join the angelic train.
De ondertekende verklaring van de commissie die moest nagaan of ze haar gedichten werkelijk had geschreven, werd als een voorwoord afgedrukt in de poëziebundel: Poems on Various Subjects, Religious and Moral, in 1773 verschenen te Londen. Uitgevers in Boston wilden niet tot publicatie overgaan, totdat haar werk in Londen veel belangstelling opwekte. In Londen stelden Selina, de gravin van Huntingdon, en de graaf van Dartmouth zich als patroon beschikbaar om Wheatley met de publicatie te helpen.

## Waardering
Na haar overlijden raakte haar werk aanvankelijk in de vergetelheid, maar in de jaren 1830 herdrukten abolitionisten uit Massachusetts haar poëzie. Sindsdien bleef ze bekend, vooral omdat in haar poëzie de populaire sentimenten van de tijd terug te vinden zijn als het gaat om poëtische smaak, religieus gevoel en nationale identiteit. Daarnaast blijft haar leven niet alleen een ontroerend verslag van onvervulde belofte, maar toont het ook de triomf van eigen menselijke vermogens over geboorteomstandigheden.
Hoewel niet vaststaat dat Wheatley uit Senegal kwam, werd in 1971 in Senegal een Phillis Wheatley-postzegel uitgegeven.
In november 2005 werd een 174 woorden tellende brief van Wheatley uit 1776 geveild voor $253.000, het hoogste bedrag dat ooit betaald werd voor een brief van een vrouw van Afrikaanse afkomst.
In 1994 werd een inslagkrater op de planeet Venus naar haar vernoemd.